# Кузьмовыр
Кузьмовы́р — деревня в Игринском районе Удмуртии. Входит в Сундурское сельское поселение.

## География
Деревня находится в 6 км к востоку от районного центра — посёлка Игра — по правую сторону от дороги «Игра—Сеп».

## Улицы
На территории деревни расположены пять улиц: Мира, Молодёжная, Логовая, Новая, Объездная.

## Население
| 2010 | 2012 |
| ---- | ---- |
| 169  | ↘168 |